# Mythologie comparée

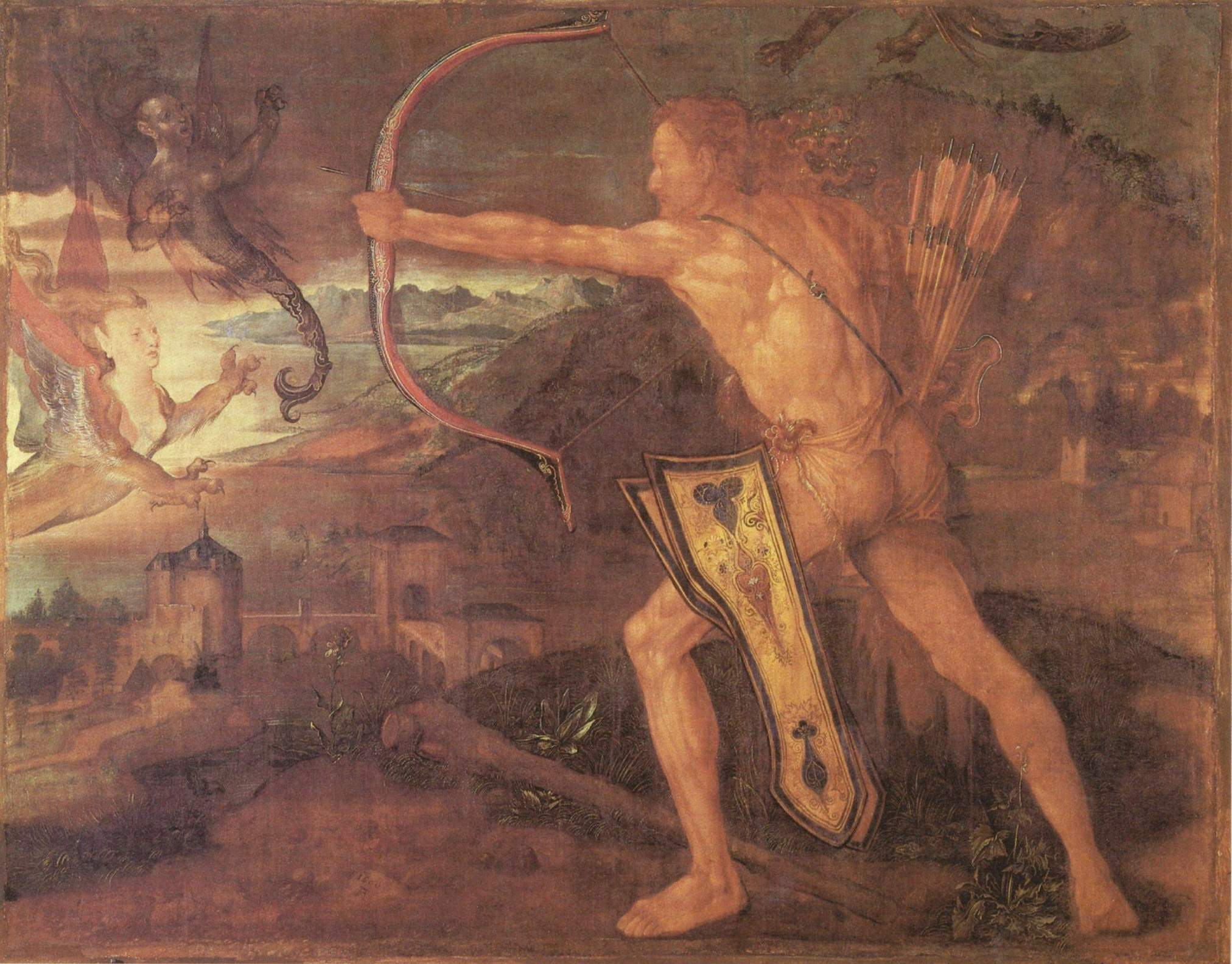
Héraclès et les oiseaux stymphaliens de Dürer

La mythologie comparée est une branche de la mythologie d'abord créée par Max Müller pour étudier ensemble les mythologies de plusieurs peuples à la fois. C'est donc, tout comme la mythologie à échelle plus restreinte, une discipline qui se rattache à l'anthropologie et à l'histoire des religions.

## Histoire de la discipline

### Origines de la mythologie comparée
Dès l'Antiquité, les rencontres entre les différentes religions polythéistes aboutissent à des comparaisons « spontanées » entre leurs panthéons respectifs, même en dehors des phénomènes de syncrétisme. L'historien grec Hérodote, dans ses Histoires, cite une comparaison faite par des Égyptiens qui, pour expliquer leur propre panthéon aux Grecs, assimilaient Osiris à Dionysos. Un autre exemple fameux est l'assimilation du panthéon grec par les Romains : la religion romaine se nourrit d'une bonne partie des divinités olympiennes de la religion grecque antique, Zeus devenant Jupiter, Athéna Minerve, etc. Cependant, ces phénomènes d'identification de divinités et de héros d'un culte à un autre n'ont pas de valeur scientifique aux yeux de l'histoire des religions (ainsi le Mars des Romains est extrêmement différent de l'Arès des Grecs) et ne sont pas à mettre sur le même plan que les démarches de mythologie comparée entreprises à partir du XIXe siècle

### La naissance de la mythologie comparée
À la suite de l'émergence de la grammaire comparée par Franz Bopp qui démontre une unité parmi les différentes langues européennes, des chercheurs émettent l'hypothèse que la mythologie grecque et romaine n'est pas inventée, sinon un héritage. C'est au XIXe siècle que la comparaison entre différents ensembles de mythes observés chez des peuples différents naît avec le comparatiste et folkloriste Adalbert Kuhn, précédé pour le domaine germanique par Jakob Grimm. Elle est érigée en une discipline à ambition scientifique par les travaux du philologue et sanskritiste allemand Max Müller. La période dite « universaliste » étudiait des constantes des mythologies à travers toute la planète. James Frazer se rattache encore à cette tendance.

#### La théorie de Karl Ottfried Müller
En 1825 Karl Ottfried Müller créa une nouvelle théorie dans ses « Prolégomènes à une mythologie scientifique ». Ce n'est pas encore la véritable mythologie comparée, mais plutôt une phase intermédiaire située entre l'interprétation des anciens récits et l'application de la méthode comparative.
La mythologie comparée repose sur l'idée de l'unité linguistique et religieuse des peuples aryens. Or, pour Karl Ottfried Müller, nos mythes européens ne seraient pas essentiellement aryens ; ils seraient le résultat d’un acte inconscient, une conséquence de l’impuissance d’abstraire, où se trouvait l’humanité à son berceau.
Face à cette limitation, l'esprit humain aborde les faits religieux et moraux de la même manière que les phénomènes de la nature physique, les percevant exclusivement de manière concrète et vivante. Là donc où les mythologues n’avaient vu que des emblèmes mystérieux  d’une caste ou des légendes fabuleuses de poètes et de logographe, Karl Ottfried Müller crut reconnaître l’éclosion spontanée de l’imagination naïve et enfantine de l’humanité au berceau.

#### La théorie de Max Müller
Pour Max Müller, la ressemblance entre les mythes serait dû au fait que les Perses, les Grecs, les Romains, les Indiens, les Celtes, les Germains et les Slaves viennent tous d’une seule et même civilisation : les Aryens. Cette civilisation s’est ensuite divisée et chaque peuple s’est ensuite développé en créant leurs propres mythes mais ayant toujours une parenté linguistique certaine. Cela expliquerait la ressemblance entre les mythes de différents folklores.
Les Aryens utilisaient le langage afin de définir tout ce qui les entouraient par leurs attributs distinctifs. En cela, les phénomènes comme l’aurore étaient désignés par un adjectif les représentant (ici, « la brillante »). Avec une utilisation pareille du langage, les hommes ont fini par personnifier ces phénomènes et ainsi ils ont créé les dieux, les déesses,…
Ainsi, la mythologie doit son origine à une sorte de maladie du langage : le langage, en perdant son sens primaire, a suscité l’imagination des hommes et donc les a conduits à inventer les mythes.

#### La méthode comparatiste de Georges Dumézil
La méthode comparatiste de Georges Dumézil s'oppose au mouvement universaliste et au contraire n'étudie des analogies qu'entre peuples partageant aussi des similitudes linguistiques et sociales. En l'occurrence, ses hypothèses se limitaient le plus souvent aux Indo-Européens (voir aussi Fonctions tripartites indo-européennes). La méthode comparatiste paraît plus réaliste que la méthode universaliste[réf. nécessaire]. De plus, étudier les mythologies de deux peuples ne parlant pas des langues de la même famille se révèle particulièrement ardu[réf. souhaitée].
Lévi-Strauss se réfère principalement à l'œuvre de Georges Dumézil dans l'ouverture des Mythologiques, reconnaissant en lui l'un des éminents représentants du structuralisme. La rupture introduite par Dumézil par rapport à la mythologie du XIXe siècle est examinée de près, notamment sa découverte en 1938 de la structure trifonctionnelle propre à l'idéologie des peuples indo-européens. Dumézil abandonne la méthode des étymologies onomastiques de Max Müller au profit d'une recherche méthodique de la structure tripartite à travers les différentes branches de la famille indo-européenne. Cette structure articule les "fonctions" hiérarchisées de souveraineté magique et juridique, de force physique et principalement guerrière, d'abondance tranquille et féconde, marquant ainsi une évolution significative dans la mythologie comparée.